# Лумб'єр
Лумб'єр (ісп. Lumbier) — муніципалітет в Іспанії, у складі автономної спільноти Наварра. Населення — 1397 осіб (2009).
Муніципалітет розташований на відстані близько 320 км на північний схід від Мадрида, 33 км на південний схід від Памплони.

## Демографія
Динаміка населення (INE ):